# Тардан, Луи-Венсан
Луи́-Венса́н (Иван Карлович) Тарда́н (1787, Веве — 1836, Шабо) — педагог, ботаник, эксперт виноградарства, основатель швейцарской колонии Шабо в Бессарабии.

## Луи-Венсан Тардан на фоне семейной истории
Предки Луи-Венсана Тардана c древних времён жили в горах Оrmots-dessus. Фамилия Tardent исключительно швейцарского происхождения — от географического названия в долине Ормонт.
Первый известны предок — Давид Тардан (David Tardent) (1737—1827) был учителем в городе Веве. Он имел университетское образование; согласно информации на сайте рода Тардан, именно он разработал современную французскую грамматику, отринув закостенелые правила из латыни — чем вызвал сначала общественное недовольство, а затем восторженное приятие. О его сыне Шарле известно только, что он был отцом Луи-Венсана Тардана.
Сам Луи-Венсан Тардан тоже был педагогом — соратником и другом Песталоцци; учёным-ботаником, членом Гельветического общества естественных наук и Общества сельского хозяйства Южной России (с 1829 года); виноградарем и экспертом в сфере виноградарства. Это был человек высокой культуры и эрудит — привёз с собой в Россию до 400 книг своей библиотеки, а также гравюры, эстампы, скрипку и лиру.
Один сын Луи-Венсана, Карл (1812—1856), пошёл по стопам отца (их с отцом часто путают) — известный учёный и практик-экспериментатор, впервые применивший в виноградарстве шпалеры и обработку с помощью конных упряжек (впоследствии были заменены тракторами без изменения сути), написавший десять научных монографий, в том числе «Виноградарство и виноделие» (издания 1854, 1862, 1874).
Другой сын — Самуэль Тардан (1813-?) — его дочь, Виргиния Самуиловна вышла замуж за Леона Шанцера, австрийца, владельца винзавода в Одессе и автора книги «Виноделие и погребное хозяйство». Дети от этого брака — известный русский революционер-большевик Виргилий Леонович Шанцер (Марат) и Анна Леоновна Шанцер (в замужестве Борзякова), известная своей благотворительной деятельностью в Бендерах 30-х годов XX века.
Семья Тардан была очень многочисленной. До 1941 года в Шабо было три дома, принадлежавших трём семьям Тардан. Одна из семей жила в доме 25 по улице Садовой — этот дом сохранился.
Потомки Тарданов живут в Швейцарии, Австралии и России.

## Основатель Шабо
Пассионарная личность основателя колонии была основой успеха Шабо, в котором виноградарство процветает по сей день (при производстве вина активно эксплуатируется и бренд «Луи-Венсан Тардан»).
Идея переселения принадлежала Тардану, но самым сложным оказалось сподвигнуть на это менее энергичных соотечественников. В 1820 году Тардан собрал группу из нескольких виноградарей, соглашавшихся в принципе на
переселение в Россию, но всё тонуло в бесконечных сомнениях в благоприятности российской действительности. Тогда Тардан направился в Россию сам на разведку как депутат от швейцарцев, изъявивших желание переселиться в Россию.

Означенный депутат (Тардан), явясь ко мне, изъяснил предложения на счёт желания швейцарских виноградчиков произвести поселение их в Бессарабской области. По поводу сего я предоставлял ему обозреть лично просимое им для водворения швейцарцев место близ Аккермана. Он, исполнив сие
и удостоверясь к поселению виноградчиков, предоставил ко мне описание местоположения с изъяснением, какие места при заселении для какого употребления могут быть обращены.
— Из донесения председателя Попечительного комитета об иностранных поселенцах Южного края России И. Н. Инзова управляющему МВД графу В. П. Кочубею
Таким образом, уладив все формальности (посетив попутно в Кишинёве масонскую ложу «Овидий») и изучив на месте всю обстановку по переселению, Тардан принялся за тяжёлых на подъём швейцарцев, сначала посредством корреспонденций:

О, если б вы знали, сколько несчастных людей нашли бы здесь средства для жизни! Мы в своей Швейцарии думаем, что нет страны лучше, — это заблуждение. Там мы получаем плоды
труда, затрачивая много времени и сил, а здесь погода почти всё время прекрасная, земли плодородные, легко обрабатываемые, много скота и по низким ценам. Зима не была страшной с 1812 года. Снега мало. Уже в марте можно раскрывать и подрезать виноградники.

Видя, что корреспонденции не действуют, и никто не трогается с места, в 1822 году неутомимый Тардан поехал в Швейцарию, где сделал членам группы доклад — чем наконец устранил все колебания и развеял страхи.
В июле 1822 года первая партия швейцарских переселенцев двинулась в путь. По условиям договора о переселении, заверенного нотариусом, каждый колонист должен был иметь при себе Библию и карабин. Путь был нелёгким.
Тардан взял с собой семью — жену и семерых детей. Ценное свидетельство об этом путешествии — дневник жены Тардана Урани-Сюзанны-Генриетты Гранжан (дочь Шарля-Огюста Гранжана (Grandjean), из Бютт, Невшатель), она вела записи в маленькой записной книжке. В её описании этот долгий путь выглядит хорошо организованным путешествием, так как во главе каравана был образованный человек — её муж. Дневник хранится у австралийских потомков Тарданов.

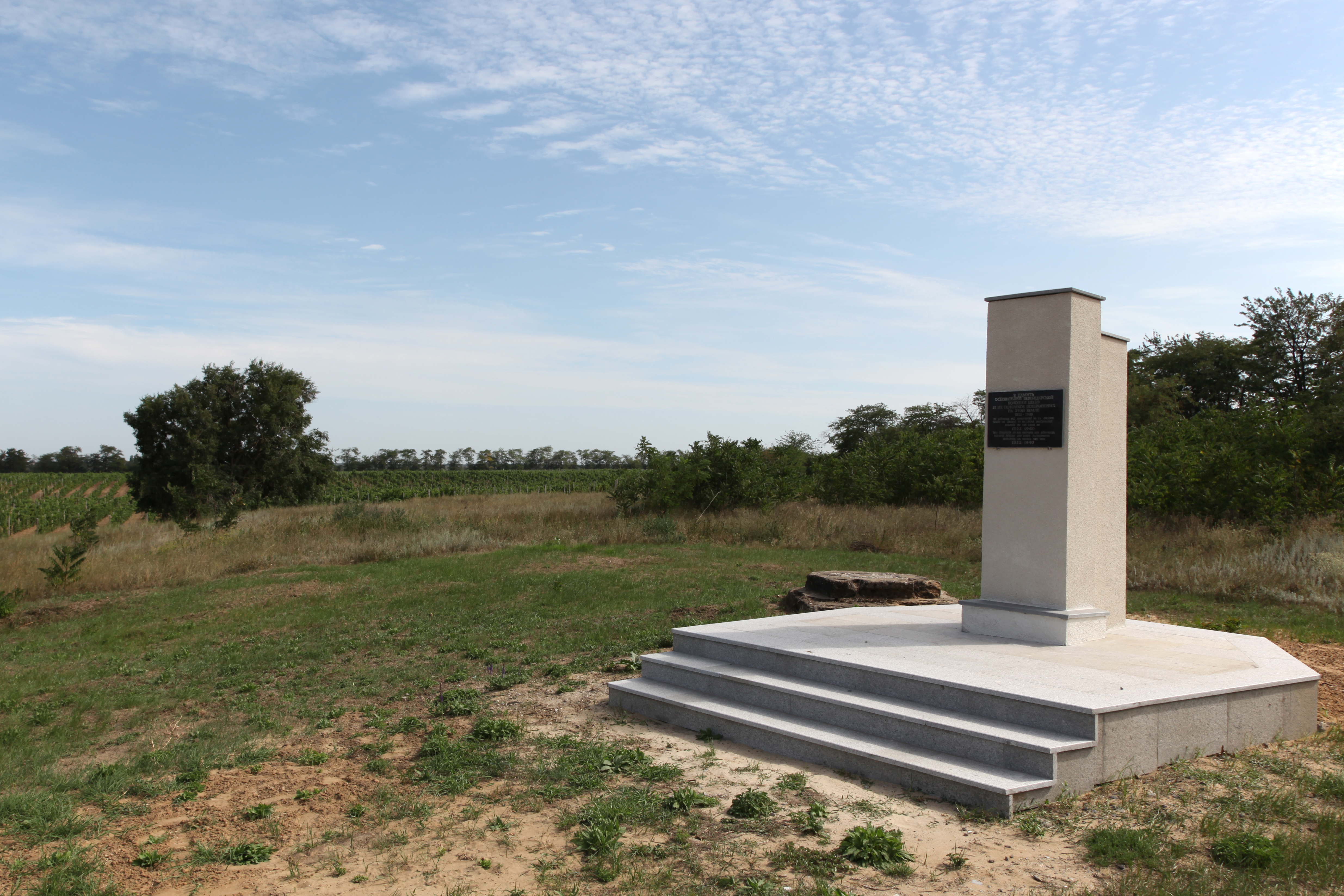
Памятник швейцарским переселенцам в Шабо.

Позже последовали другие партии, но в целом переселение шло медленно — швейцарцы трудно трогались с места. Тардан (в России он назвал себя Иваном Карловичем) и в последующем испытывал огромные трудности при заселении отведённых ему для этого земель. Так как колония Шабо всё же была недостаточно заселена, в 60-70-е гг. XIX века правительство отдало часть земель немецким швейцарцам — они, в конечном счете, составили половину населения колонии (численность её в начале XX века доходила до тысячи: в 1924 году в колонии Шабо было 90 семейств — 436 мужчин и 505 женщин). Данных о том, что в настоящее время в Шабо проживают потомки швейцарских колонистов нет. Однако есть данные о достаточно развитой инфраструктуре и процветании в Шабо виноградарства. См: Шабо (Одесская область).

## Тардан и Пушкин
16 декабря 1821 года, когда Тардан был на «разведке» в Шабо, у него побывал Александр Сергеевич Пушкин; в сопровождении Ивана Петровича Липранди, оставившего воспоминания.

Поутру мне хотелось повидаться со швейцарцем Тарданом, учредившим колонию в д. Шабо, в трёх верстах на юг от Аккермана. Пушкин поехал со мной. Тардан очень ему понравился, а Пушкин Тардану, удовлетворявшему бесчисленным вопросам моего спутника. Мы пробыли часа два и взяли Тардана с собой обедать к Непенину.
— И. П. Липранди
Однако Пушкин и Тардан были знакомы до этого визита, Липранди вполне мог об этом не знать, — в письме, датированном ноябрём 1821 года, начальник Главного штаба П. М. Волконский запрашивал И. Н. Инзова о масонских ложах в Бессарабии и о лицах, причастных к ним, — Пушкине и Тардане, которые были членами масонской ложи «Овидий» в Кишинёве.
Л. А. Чарейский предполагает, что Пушкин был знаком и с сыном Тардана Карлом.

## Комментарии
Комментарии
1. ↑  Руководство для виноделов, виноградарей и виноторговцев. В настоящее время библиографическая редкость.[11]
2. ↑  Пушкин был принят в ложу «Овидий», согласно собственноручной дневниковой записи, 4 мая 1821 года; есть данные, что Инзов сам был масоном той же ложи.[18][19][20][21]
3. ↑  «Июль. 7. [1821] Масоны: «Павел Пущин, генерал-майор, начальник (venerable); барон Карл Шамбоно, бывший французский офицер, 1-й надзиратель (surveillant); Луи Самуэль Тардан, естествоиспытатель, 2-й надзиратель, Иван Бранкович, писатель, вития, Пётр Флери, адвокат, секретарь, Сергей Тучков, ген.-майор, казначей (aumonier), Рафаэль Гирлянда, доктор медицины, церемониймейстер (maitre des ceremonies), Михаил Максимович, майор, мастер; бар. Луи Треска, бывший французский полковник, мастер. Из Мадрида: Мануэль Бернардо, боярин (boyard), мастер; Петр Кюрто, подполковник, мастер; Матвей Драгушевич, купец, мастер; Яков Барроцци, подполковник, мастер», — обращаются в ложу „Астрея“ с просьбой «даровать конституцию новой ложе, открывающейся к востоку в Кишинёве, в Бессарабии, под отличительным названием „Овидий“». Кульман С 348—349 (извлечение из протокола чрезвычайного собрания „Астреи“ 17 сент 1821) <...> Июль, 8—Ноябрь. 15. В члены масонской ложи „Овидий“ принимаются доктор Ф. М. Шулер, В. Ф. Раевский, Н. С. Алексеев, аптекарь Майглер и швейцарец Миттергофер. Кульман С 365 (записка неизвестного от 12 дек 1821)».[22]